# Work breakdown structure

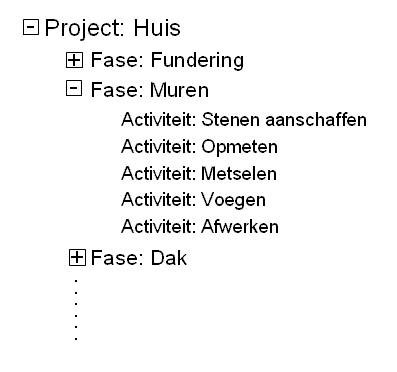
Voorbeeld van een hiërarchische WBS

Work breakdown structure (afkorting: WBS) is een term die wordt gebruikt in projectmanagement. Een WBS is een hiërarchische structuur waarin concrete deelresultaten/producten van een project worden ondergebracht.
Met name wanneer planningssoftware (zoals bijv. Microsoft Project) wordt gebruikt bij projecten, dienen de deelresultaten/producten in een hiërarchische structuur te worden ondergebracht om zo tot een ordening van de noodzakelijke activiteiten te komen. 
Het gebruik van een WBS laat toe om taken in detail op te splitsen zodat deze makkelijker beheerd kunnen worden (oa. planning, kosten, en verantwoordelijkheden).

## Aanpak
Twee benaderingen zijn daarbij mogelijk:
Top-down benaderingDe verschillende hoofdfasen van het project zijn bekend doordat ze zijn beschreven in bijvoorbeeld een Projectplan. Door elke hoofdfase te gaan detailleren naar subfasen, en die subfasen weer in te delen in discrete deelproducten. De hiërarchische (boom)structuur die zodoende ontstaat wordt een WBS genoemd.
Bottom-up benaderingWanneer er geen duidelijk plan ten grondslag ligt aan een project, kan het beter zijn te beginnen met een zo compleet mogelijke inventarisatie van alles wat moet worden gedaan. Dit kan bijvoorbeeld via een zogenaamde brainstormsessie gebeuren. Hierna wordt gekeken naar 'grootste gemene delers': zijn de activiteiten te groeperen? En zijn die groepen vervolgens weer te scharen onder hoofdgroepen? Vaak wordt deze methode toegepast om een basis voor de projectplanning samen te stellen.